# Holberg-kantate (Grieg)
De Holberg-kantate, originele titel Kantate ved Holbergmonumentet Afsløring, is een compositie van Edvard Grieg. Het is geschreven naar aanleiding van de onthulling (afsløring) van Johan Borjesons standbeeld (monumentet) van Ludvig Holberg tijdens festiviteiten in 1884 rond de viering van de 200ste geboortedag van de schrijver. De cantate werd tijdens de onthulling op 3 december 1884 ten gehore gebracht. Een aantal dagen later vond een uitvoering plaats tijdens een concert waarbij ook Fra Holbergs tid werd uitgevoerd. Zo beroemd als dat werk is geworden, zo onbekend bleef de cantate. Grieg zag er zelf ook niet zo veel in; het werd geschreven op verzoek van het organisatiecommissie in Bergen (Noorwegen) en hij zag zichzelf het werk dirigeren in de buitenlucht. Het weer in Bergen in december is zo mogelijk nog onvoorspelbaarder dan tijdens de rest van het jaar. Grieg had een matige gezondheid.
De a capellacantate is geschreven op tekst van Nordahl Rolfsen. Van Fra Holbergs tid zijn veel opnamen in de handel, van de cantate geen een. EG (171) is de aanduiding voor niet uitgegeven werk van de componist.
Stemverdeling SATB:
- solo bariton
- sopranen
- alten
- tenoren
- baritonnen